# Temiya-Linie
| Streckenlänge: | 2,8 km            |                       |           |
| Spurweite: | 1067 mm (Kapspur) |                       |           |
| Zweigleisigkeit: | nein              |                       |           |
| |                   |                       |           |
| \| \| \| ↑ Hakodate-Hauptlinie \| 1880– \| \| \| 0,0 \| Minami-Otaru (南小樽) \| 1880– \| \| \| \| \| \| \| \| 1,1 \| Ironai (色内) \| 1912–1962 \| \| \| \| Otaru (小樽) \| 1903– \| \| \| \| → Hakodate-Hauptlinie \| 1903– \| \| \| 2,8 0,0* \| Temiya (手宮) \| 1880–1985 \| \| \| – 0,7* \| Sanbashi (桟橋) \| 1893–1901 \| |                   |                       |           |
| Strecke |                   | ↑ Hakodate-Hauptlinie | 1880–     |
| Bahnhof | 0,0               | Minami-Otaru (南小樽) | 1880–     |
| |                   |                       |           |
| Haltepunkt / Haltestelle (Strecke außer Betrieb) · Strecke | 1,1               | Ironai (色内)         | 1912–1962 |
| Strecke (außer Betrieb) · Bahnhof |                   | Otaru (小樽)          | 1903–     |
| Strecke (außer Betrieb) |                   | → Hakodate-Hauptlinie | 1903–     |
| Bahnhof (Strecke außer Betrieb) | 2,8 0,0*          | Temiya (手宮)         | 1880–1985 |
| Betriebs-/Güterbahnhof Streckenende (Strecke außer Betrieb) | – 0,7*            | Sanbashi (桟橋)       | 1893–1901 |

Die Temiya-Linie (jap. 手宮線, Temiya-sen) war eine Eisenbahnstrecke auf der japanischen Insel Hokkaidō. Sie bestand von 1880 bis 1985 und führte innerhalb der Stadt Otaru vom Bahnhof Minami-Otaru zum Hafen. Die Länge der kapspurigen Strecke betrug 2,8 km (zwischenzeitlich 3,5 km). Der Endbahnhof Temiya ist heute Teil eines Eisenbahnmuseums.

## Geschichte
Ab Januar 1880 errichtete die staatliche Bahngesellschaft Horonai Tetsudō die Temiya-Linie und führte am 24. Oktober 1880 die erste Testfahrt durch. Fünf Wochen später, am 28. November 1880, folgte die offizielle Eröffnung. Die Temiya-Linie war der westlichste Teil der ältesten Bahnstrecke Hokkaidōs, die weiter bis nach Sapporo und dem Kohlerevier um Iwamizawa führte. Ab 11. Dezember 1889 war die private Bergbau- und Eisenbahngesellschaft Hokkaidō Tankō Tetsudō zuständig. Diese verlängerte die Temiya-Linie am 6. November 1893 um rund 700 Meter bis zur Pier und richtete dort den Güterbahnhof Sanbashi ein, legte die Verlängerung aber bereits am 6. November 1901 wieder still. Ab 1. Oktober 1906 war die Strecke erneut in Staatsbesitz.
Das nun zuständige Eisenbahnamt (das spätere Eisenbahnministerium) baute die Temiya-Linie im Mai 1910 zweigleisig aus. Von Juli 1907 bis August 1912 war der gesamte Personenverkehr suspendiert, ebenso von Oktober 1943 bis November 1948. Das zweite Gleis wurde im November 1943 auf der gesamten Länge entfernt. Die Japanische Staatsbahn stellte den Personenverkehr am 14. Mai 1962 endgültig ein, die Einstellung des Güterverkehrs erfolgte am 5. November 1985. Etwa die Hälfte der Trasse mitsamt Gleisen und Signalen ist in einem guten Zustand erhalten geblieben und ist im Besitz der Stadt. Das ehemalige Depot beim Endbahnhof Temiya ist seit 2007 Standort eines Eisenbahnmuseums, in dem eine bedeutende Sammlung von Lokomotiven und sonstigen Fahrzeugen ausgestellt wird.

## Liste der Bahnhöfe
| Name                  | km  | Anmerkungen                                  | Lage   | Ort   |
| --------------------- | --- | -------------------------------------------- | ------ | ----- |
| Minami-Otaru (南小樽) | 0,0 | Anschluss an die Hakodate-Hauptlinie         | Koord. | Otaru |
| Ironai (色内)         | 1,1 | in Betrieb von 1912 bis 1962                 | Koord. | Otaru |
| Temiya (手宮)         | 2,8 | Nachnutzung des Depots durch Eisenbahnmuseum | Koord. | Otaru |
| Sanbashi (桟橋)       | 3,5 | in Betrieb von 1893 bis 1901                 | Koord. | Otaru |